# Campeonato Mundial de Taekwondo de 2003
El XVI Campeonato Mundial de Taekwondo se realizó en Garmisch-Partenkirchen (Alemania) entre el 24 y el 28 de septiembre de 2003 bajo la organización de la Federación Mundial de Taekwondo (WTF) y la Federación Alemana de Taekwondo.
En el evento tomaron parte 894 atletas de 97 delegaciones nacionales. 

## Medallistas

### Masculino
| Evento | Oro                            | Plata                         | Bronce                                                       |
| ------ | ------------------------------ | ----------------------------- | ------------------------------------------------------------ |
| –54 kg | Choi Yeon-Ho Corea del Sur     | Paul Green Reino Unido        | Roberto Cruz Filipinas Zahid Məmmədov Azerbaiyán             |
| –58 kg | Chu Mu-Yen China Taipéi        | Behzad Jodadad Kanyobeh Irán  | Ko Seok-Hwa Corea del Sur Tim Thackrey Estados Unidos        |
| –62 kg | Huang Chih-Hsiung China Taipéi | Omar Badía Pastor · España    | Omid Gholamzadeh Irán Peter López Estados Unidos             |
| –67 kg | Kang Nam-Won Corea del Sur     | Mark López Estados Unidos     | Erdal Aylanç · Alemania · Niyaməddin Paşayev · Azerbaiyán    |
| –72 kg | Kim Kyo-Sik Corea del Sur      | Hadi Saei Bonehkohal Irán     | Rəşəd Əhmədov · Azerbaiyán · Tuncay Çalışkan · Austria       |
| –78 kg | Steven López Estados Unidos    | Mohamed Ebnoutalib · Alemania | Rosendo Alonso Tapia · España · Oh Seon-Taek · Corea del Sur |
| –84 kg | Yusef Karami Irán              | Mickaël Borot Francia         | Təvəkkül Bayramov Azerbaiyán Bahri Tanrıkulu Turquía         |
| +84 kg | Morteza Rostami Irán           | Zakaria Asidah Dinamarca      | Milorad Kuzmanović · Croacia · Lin Wen-Cheng · China Taipéi  |

### Femenino
| Evento | Oro                             | Plata                          | Bronce                                                                 |
| ------ | ------------------------------- | ------------------------------ | ---------------------------------------------------------------------- |
| –47 kg | Brigitte Yagüe Enrique · España | Wang Ying China                | Dalia María Contreras · Venezuela · Thucuc Pham · Alemania             |
| –51 kg | Lee Ji-Hye Corea del Sur        | Yanelis Labrada Díaz · Cuba    | Elisha Voren Estados Unidos Yaowapa Boorapolchai Tailandia             |
| –55 kg | Ha Jeong-Yeon Corea del Sur     | Taylor Stone Estados Unidos    | Nootcharin Sukkhongdumnoen · Tailandia · Véronique St-Jacques · Canadá |
| –59 kg | Aretí Athanasopulu · Grecia     | Iridia Salazar Blanco · México | Lise Hjortshøj · Dinamarca · Sonia Reyes Sáez · España                 |
| –63 kg | Kim Yeon-Ji Corea del Sur       | Karine Sergerie · Canadá       | Tina Morgan · Australia · Yuliya Sujavitskaya · Bielorrusia            |
| –67 kg | Lee Sun-Hee Corea del Sur       | Sandra Šarić · Croacia         | Elisávet Mystakidu · Grecia · Liya Nurkina · Kazajistán                |
| –72 kg | Luo Wei China                   | Myriam Baverel Francia         | Aitziber Los Arcos Saralegui · España · Munia Burguigue · Marruecos    |
| +72 kg | Youn Hyun-Jung Corea del Sur    | Nataša Vezmar · Croacia        | Kyriakí Kúvari · Grecia · Chen Zhong · China                           |

## Medallero
| Núm. | País           | Oro | Plata | Bronce | Total |
| ---- | -------------- | --- | ----- | ------ | ----- |
| 1    | Corea del Sur  | 8   | 0     | 2      | 10    |
| 2    | Irán           | 2   | 2     | 1      | 5     |
| 3    | China Taipéi   | 2   | 0     | 1      | 3     |
| 4    | Estados Unidos | 1   | 2     | 3      | 6     |
| 5    | España         | 1   | 1     | 3      | 5     |
| 6    | China          | 1   | 1     | 1      | 3     |
| 7    | Grecia         | 1   | 0     | 2      | 3     |
| 8    | Croacia        | 0   | 2     | 1      | 3     |
| 9    | Francia        | 0   | 2     | 0      | 2     |
| 10   | Alemania       | 0   | 1     | 2      | 3     |
| 11   | Canadá         | 0   | 1     | 1      | 2     |
| 11   | Dinamarca      | 0   | 1     | 1      | 2     |
| 13   | Cuba           | 0   | 1     | 0      | 1     |
| 13   | México         | 0   | 1     | 0      | 1     |
| 13   | Reino Unido    | 0   | 1     | 0      | 1     |
| 16   | Azerbaiyán     | 0   | 0     | 4      | 4     |
| 17   | Australia      | 0   | 0     | 2      | 2     |
| 17   | Tailandia      | 0   | 0     | 2      | 2     |
| 18   | Bielorrusia    | 0   | 0     | 1      | 1     |
| 18   | Filipinas      | 0   | 0     | 1      | 1     |
| 18   | Kazajistán     | 0   | 0     | 1      | 1     |
| 18   | Marruecos      | 0   | 0     | 1      | 1     |
| 18   | Turquía        | 0   | 0     | 1      | 1     |
| 18   | Venezuela      | 0   | 0     | 1      | 1     |
|      | TOTAL          | 16  | 16    | 32     | 64    |